# Волпедо
Волпѐдо (на италиански: Volpedo; на пиемонтски: Volped, Волпед) е село и община в Северна Италия, провинция Алесандрия, регион Пиемонт. Разположено е на 182 m надморска височина. Населението на общината е 1261 души (към 2010 г.).